# 泽州府

泽州府在山西省的位置（1820年）

泽州府是清朝设置的一个府，版图与现在的晋城市版图相吻合。
清代雍正六年（1728年），升澤州直隸州为泽州府，府治凤台县（今晋城市城区与泽州县），领五县：凤台县、高平县、阳城县、陵川县、沁水县。民国三年（1913年），撤销泽州府。

## 沿革
- 尧舜，为冀州之域，属“帝都畿内”。
- 夏时，《禹贡》冀州地。
- 商时，有商盖国。
- 周时，有原、郤等国。
- 春秋，属晋。
- 战国，初属魏、后属韩、赵。
- 东晋，太元中年（383），西燕慕容永置建兴郡。
- 北魏，永安年，改建兴郡为建州，领高都、长平、安平、泰宁四郡。
- 北齐，置建州道行台，领高都、长平、安平三郡，泰宁郡省并。
- 北周，复建州，领高平、安平二郡。
- 隋朝，文帝废天下郡，改建州为泽州，依境内获泽河为名。隋大业三年复州置郡，改泽州为长平郡，隋义宁二年，复称泽州。
- 唐朝，仍称泽州，或称高平郡，隶河东道。
- 宋朝，仍称泽州，或称高平郡，隶河东路。
- 金朝，天会六年，因与北京泽州同，改为南泽州，天德三年复称泽州，隶河东南路。金元光二年升为忠昌军节度。
- 元朝，置泽州司侯司，属中书省晋宁路。
- 明朝，洪武二年（1369年），改泽州直隶州，直隶山西布政司。
- 清代，雍正六年（1728年），升泽州府，直隶山西行省。府治凤台，辖：凤台、高平、阳城、陵川、沁水共五县。
- 民国，三年（1913年），实行全国废府，停用了“泽州府”这个已沿用了近两百年的老名字，从此泽州府做为地名退出了历史舞台。
- 如今，它的地理范围大致为今山西晋城市所辖地域。